# Ayapa (Ejido)
Ayapa es un ejido del municipio de Jalpa de Méndez ubicado en la subregión centro del estado mexicano de Tabasco.

## Geografía
La localidad se ubica a 10.5 kilómetros (en dirección oeste) de la localidad de Jalpa de Méndez, la cabecera y lugar más poblado del municipio. Se sitúa en las coordenadas geográficas 18°11′50″N 93°09′35″O / 18.197222, -93.159722, a una elevación de 5 metros sobre el nivel del mar.

## Demografía
Según el Conteo de Población y Vivienda 2020, efectuado por el Instituto Nacional de Estadística y Geografía, la localidad de Ayapa tiene 508 habitantes, de los cuales 250 son del sexo masculino y 258 del sexo femenino. Su tasa de fecundidad es de 2.43 hijos por mujer y tiene 132 viviendas particulares habitadas.
| Gráfica de evolución demográfica de Ayapa entre 1990 y 2020 |
|                                                             |
| INEGI.                                                      |